# Defensor vinculi
Defensor vinculi (lat.), nebo česky obhájce svazku či obránce manželského svazku je zvláštním typem advokáta, který podle kanonického práva katolické církve brání manželský svazek při soudním procesu.
Není zástupcem sporných stran, ale chrání samo manželství o němž existuje pochybnost. Jeho úkolem je nalézt během kanonického soudního procesu týkajícího se manželství důvody, které hovoří pro zachování manželského svazku.
Obhájce svazku je zapojen v soudním procesu a usiluje o zachování manželského svazku. Může vyžadovat další důkazy a  účastnit se výslechu svědků. Na konci soudního procesu shrnuje své posouzení věci dohromady v písemném prohlášení, které je předloženo manželům zapojeným v procesu a může vznášet námitky proti němu. Soud však rozhoduje nezávisle na obhájci manželského svazku a není vázán jeho posouzením.

## Civilní podoba institutu
V civilním právu současné České republiky nemá institut defensora vinculi obdoby, nicméně v bývalém Československu existoval až do roku 1921 u soudu při řízení o rozluku obhájce svazku manželského.